# Ласло Трочані
Ласло Трочані (угор. Trócsányi László; нар. 6 березня 1956, Будапешт) — угорський юрист і дипломат, міністр юстиції Угорщини з 2014 до 2019 року. Депутат Європейського парламенту з 2019 року.

## Біографія
У 1980 році закінчив юридичний факультет в Будапештського університету. З 1980 року працював у парламентській бібліотеці, з 1981 по 1988 рік був науковим співробітником Інституту правових досліджень Угорської академії наук. У 1985 році він був прийнятий до адвокатури. З 1989 року викладав у Сегедському університеті.
Посол Угорщини в Бельгії з 2000 по 2004 рік, посол Угорщини у Люксембурзі з 2000 по 2003 рік. У 2007 році Національна асамблея призначила його членом Конституційного суду. Посол Угорщини у Франції з 2010 по 2014 рік.
Член Венеціанської комісії з 2005 по 2013 рік.